# Джозеф, Коллинда
Колли́нда Джо́зеф (англ. Collinda Joseph; род. 15 мая 1965, Ститсвилл) — канадская кёрлингистка на колясках.
В составе сборной Канады участник и бронзовый призёр зимних Паралимпийских игр 2022. Призёр чемпионатов мира. В составе сборной Канады участник и бронзовый призёр чемпионата мира среди смешанных пар на колясках.

## Достижения
- Зимние Паралимпийские игры: бронза (2022).
- Чемпионат мира по кёрлингу на колясках: серебро (2020), бронза (2025).
- Чемпионат Канады по кёрлингу на колясках: бронза (2019).
- Чемпионат мира по кёрлингу на колясках среди смешанных пар: бронза (2023).

## Команды
| Сезон                                                                      | Четвёртый       | Третий          | Второй           | Первый          | Запасной                                         | Турниры               |
| -------------------------------------------------------------------------- | --------------- | --------------- | ---------------- | --------------- | ------------------------------------------------ | --------------------- |
| 2012—13                                                                    | Ken Gregory     | Коллинда Джозеф | Джон Тёрстон     | Chrissy Molnar  | тренер: Carl Rennick                             | ЧКК 2013 (7 место)    |
| 2015—16                                                                    | Коллинда Джозеф | Doug Morris     | Джон Тёрстон     | Ross Nicholson  |                                                  | ЧКК 2016 (8 место)    |
| 2018—19                                                                    | Джим Армстронг  | Коллинда Джозеф | Джонатон Тёрстон | Reid Mulligan   | тренер: Bruce Gorsline                           | ЧКК 2019              |
| 2018—19                                                                    | Марк Айдесон    | Коллинда Джозеф | Джон Тёрстон     | Мари Райт       | Айна Форрест тренер: Wayne Kiel                  | ЧМК 2019 (10 место)   |
| 2019—20                                                                    | Джон Тёрстон    | Айна Форрест    | Деннис Тиссен    | Марк Айдесон    | Коллинда Джозеф тренеры: Wayne Kiel, Майкл Лизмо | ЧМК 2020              |
| 2020—21                                                                    | Джон Тёрстон    | Айна Форрест    | Деннис Тиссен    | Марк Айдесон    | Коллинда Джозеф тренер: Майкл Лизмо              | ЧМК 2021 (5 место)    |
| 2021—22                                                                    | Джон Тёрстон    | Айна Форрест    | Деннис Тиссен    | Марк Айдесон    | Коллинда Джозеф тренер: Майкл Лизмо              | ЗПИ 2022              |
| 2024—25                                                                    | Джон Тёрстон    | Gil Dash        | Douglas Dean     | Коллинда Джозеф | Chrissy Molnar тренер: Майкл Лизмо               | ЧМК 2025              |
| Кёрлинг на колясках среди смешанных пар (wheelchair mixed doubles curling) |                 |                 |                  |                 |                                                  |                       |
| 2022—23                                                                    | Коллинда Джозеф | Деннис Тиссен   |                  |                 | тренер: Дана Фергюсон                            | ЧМКСП 2023            |
| 2023—24                                                                    | Коллинда Джозеф | Деннис Тиссен   |                  |                 | тренер: Дана Фергюсон                            | ЧМКСП 2024 (17 место) |

(скипы выделены полужирным шрифтом)